# Parafia św. Kosmy i Damiana w Ostrowcu
Parafia św. Kosmy i Damiana w Ostrowcu – rzymskokatolicka parafia znajdująca się w diecezji grodzieńskiej, w dekanacie Ostrowiec, na Białorusi.

## Historia
W 1458 erygowano parafię w Ostrowcu. W 1474 wojewoda kijowski Marcin Gasztołd założył tu kościół i klasztor dominikanów. W 1616 wzniesiono nowy kościół fundacji właścicieli miasteczka Jana i Heleny Korsaków. W 1787 kosztem ks. Hilarego Ciszewskiego powstała obecna świątynia oraz nowy klasztor.
Parafia i klasztor dominikański zostały skasowane przez władze carskie w 1866 w ramach represji popowstaniowych. W tym też roku kościół został przekazany Cerkwi prawosławnej.
Kościół został zwrócony katolikom w 1918 i wówczas przywrócono przy nim parafię. W II Rzeczypospolitej parafia leżała w archidiecezji wileńskiej, w dekanacie Worniany.
W 1945 Ostrowiec znalazł się w granicach Związku Sowieckiego. W czasach komunizmu parafia działała. Proboszczem do śmierci 30 czerwca 1973 był mianowany jeszcze przed II wojną światową ks. Piotr Niemycki.

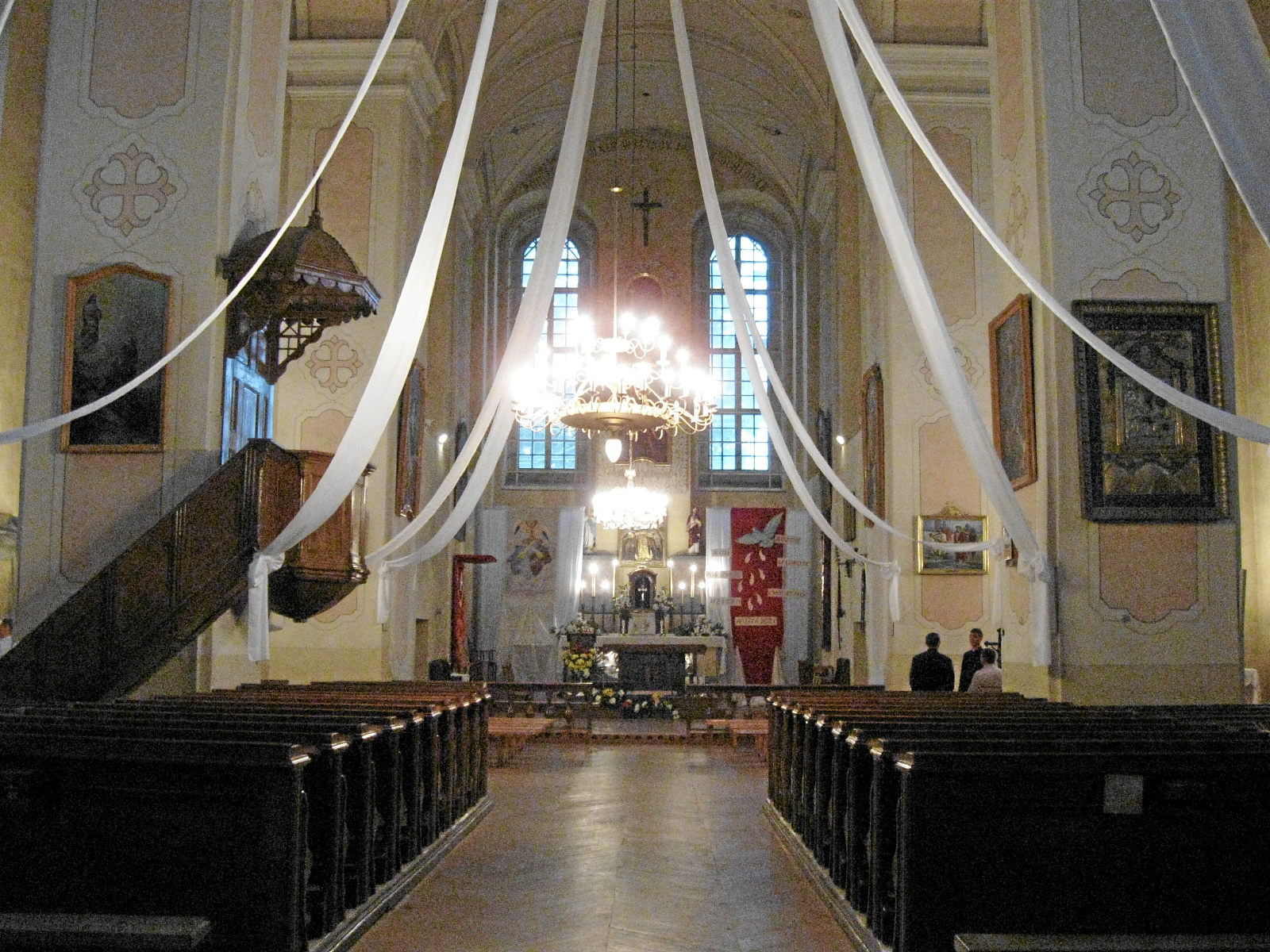
wnętrze kościoła parafialnego
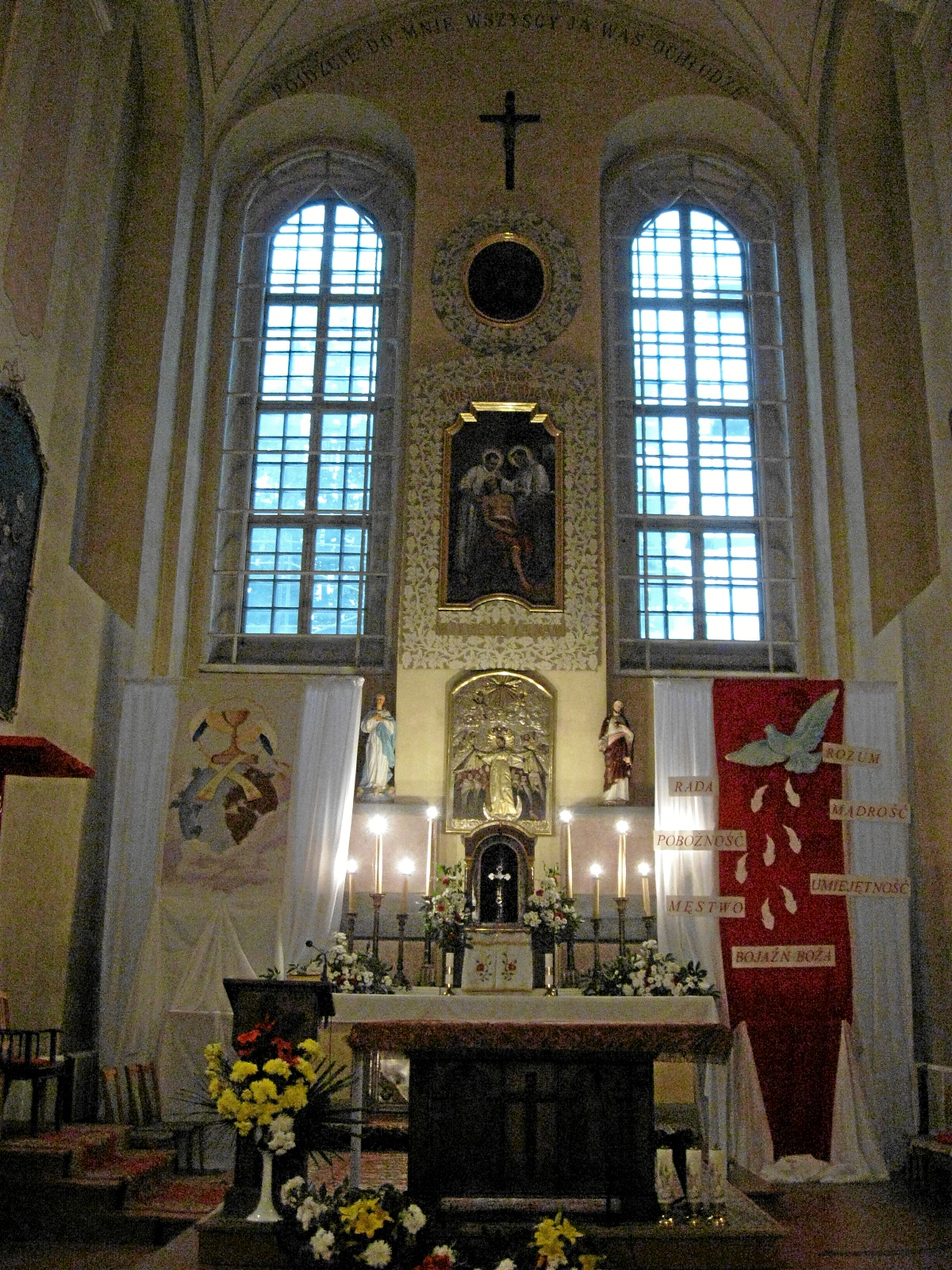
ołtarz główny